# Point Roberts
Point Roberts é um enclave (ou exclave) dos Estados Unidos no extremo sul da península de Tsawwassen, ao sul da cidade de Vancouver, Colúmbia Britânica, Canadá. A área, que tinha uma população de 1.191 no censo de 2020, é possível de ser alcançada por terra do resto dos Estados Unidos, viajando 40 quilômetros pelo Canadá. É um local designado pelo censo dos EUA como parte do condado de Whatcom, Washington, com conexões marítimas e aéreas diretas com os Estados Unidos disponíveis em Boundary Bay.
Point Roberts foi criado quando o Império Britânico e os Estados Unidos resolveram a disputa de fronteira americano-canadense do noroeste do Pacífico em 1846 com o Tratado do Oregon. As duas partes concordaram que o paralelo 49 definiria a fronteira entre seus respectivos territórios, e a pequena área que incorpora Point Roberts fica ao sul do paralelo 49. Questões sobre a cessão do território aos britânicos e mais tarde ao Canadá foram levantadas desde a sua criação, mas seu status permaneceu inalterado.